# Polytrichum elegans
Polytrichum elegans är en bladmossart som beskrevs av Welwitsch och Jean Étienne Duby 1872. Polytrichum elegans ingår i släktet björnmossor, och familjen Polytrichaceae. Inga underarter finns listade i Catalogue of Life.